# Nectandra maguireana
Nectandra maguireana är en lagerväxtart som beskrevs av C. K. Allen. Nectandra maguireana ingår i släktet Nectandra och familjen lagerväxter. Inga underarter finns listade i Catalogue of Life.